# Willies, Nord

Willies este o comună în departamentul Nord, Franța. În 2009 avea o populație de 165 de locuitori.